# チェゼナーティコ
チェゼナーティコ（伊: Cesenatico）は、イタリア共和国エミリア＝ロマーニャ州フォルリ＝チェゼーナ県にある、人口約26,000人の基礎自治体（コムーネ）。県内ではフォルリ、チェゼーナに次いで第3位のコムーネ人口を有する。
アドリア海と運河で結ばれた港湾都市である。チェゼナーティコの運河港には、ルネサンス期にチェーザレ・ボルジアの依頼を受けたレオナルド・ダ・ヴィンチが関わっている。

## 地理

### 位置・広がり

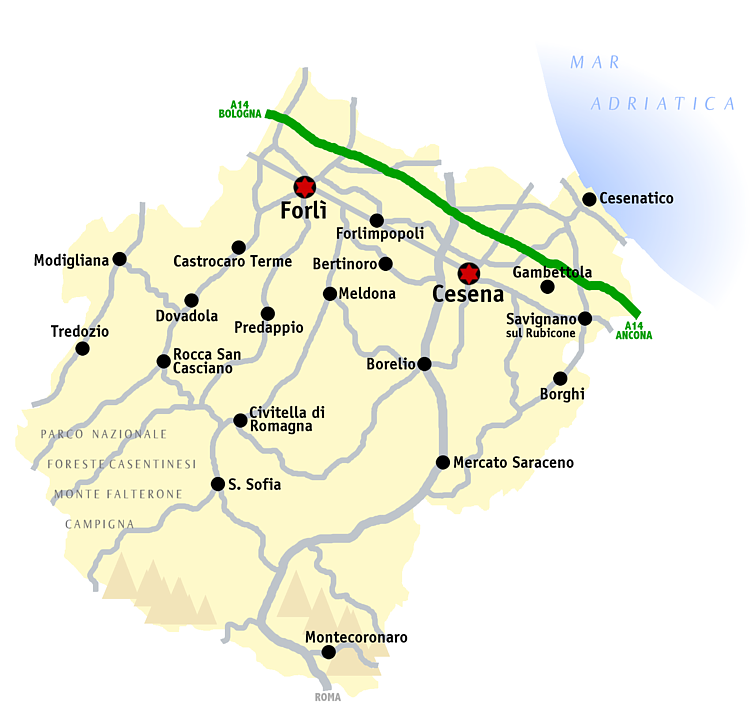
フォルリ＝チェゼーナ県概略図

フォルリ＝チェゼーナ県東部に位置する。

#### 隣接コムーネ
隣接するコムーネは以下の通り。括弧内のRAはラヴェンナ県所属を示す。
- チェルヴィア (RA)
- チェゼーナ
- ガンベットラ
- ガッテーオ

### 気候分類・地震分類
チェゼナーティコにおけるイタリアの気候分類 (it) および度日は、zona E, 2316 GGである。
また、イタリアの地震リスク階級 (it) では、zona 2 (sismicità media) に分類される。

## 歴史
チェゼナーティコの町が建設されたのは1302年である。その後はチェゼーナの町の一部とみなされ、18世紀初頭までその市域に含まれていた。
チェゼナーティコの運河港は、1500年に建設された。運河建設はチェーザレ・ボルジアの依頼によるもので、レオナルド・ダ・ヴィンチが測量を行い、内陸15kmを掘り進んでチェゼーナ（チェーザレ・ボルジアによって要塞都市化されていた）に到達する計画であった。しばしば「ダ・ヴィンチが運河を設計した」とされるが、これは誤りである。
イングランド・スコットランドの「大僭称者」ジェームズ・フランシス・エドワード・ステュアートは、1722年にチェゼナーティコのカプチン会修道院に身を寄せている。

## 行政

### 分離集落
チェゼナーティコには以下の分離集落（フラツィオーネ）がある。
- Bagnarola, Borella, Cannucceto, Sala, Valverde, Villalta, Villamarina, Zadina

## 文化・観光・施設・行事
チェゼナーティコは人気のある観光地である。海洋博物館 (it:Museo della marineria) は、歴史的のさまざまなタイプの漁船を有しており、運河上に展示されている。
1958年に完成した高層ビル、グラッタチエロ・ディ・チェゼナーティコ (it:Grattacielo di Cesenatico) （118メートル）は、短期間ながらイタリアで最も高いビルであり（1958年 - 1960年）、ヨーロッパでも30位以内に入る高さを持つビルであった
イタリアの数学オリンピック (it:Olimpiadi della matematica) のファイナルステージは、毎年（通常は5月第一木曜日のある週末）この町で開催されており、イタリア全国から300人の優秀な高校生が集まる。
この町出身の自転車ロードレース選手、マルコ・パンターニ（1970年 - 2004年）はクライマーとして名を馳せ、伊仏2大ロードレースの同一年制覇（ダブルツール）を果たした選手で、「イタリアの英雄」とみなされている。悲劇的な死を遂げた2004年以後、毎年9月下旬に彼を記念するロードレース「メモリアル・マルコ・パンターニ」がこの町で開催される。

## 人物

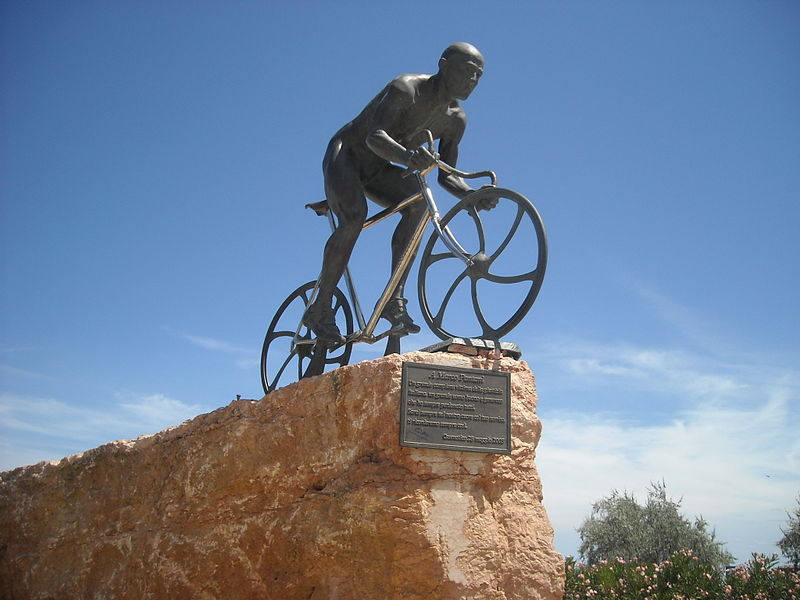
マルコ・パンターニの銅像

### 著名な出身者
- マルセラ・ハザン（英語版） - 20-21世紀、米国で活躍した料理本執筆者。
- エミリオ・ペリコーリ - 20世紀半ばに活躍した歌手。
- ジョルジョ・ゲッツィ - 20世紀のサッカー選手。
- マルコ・パンターニ - 20-21世紀の自転車ロードレース選手。

### ゆかりの人物
- アルベルト・ザッケローニ - サッカー指導者。幼少期を当地で過ごす。

## 姉妹都市
- オブナ、フランス
- デルフザイル、オランダ
- シュヴァルツェンベク、ドイツ
- シエール、スイス
- ゼルザーテ、ベルギー